# Antoni Gomila Nadal
Antoni Gomila Nadal (Manacor, 7 de febrer de 1973) és un escriptor teatral i actor mallorquí.

## Biografia
Diplomat en relacions públiques, finalment es decantà pel teatre. Començà la seva carrera amb Aranyes teatre (1991-1997), treballà al Departament de Joventut de l'Ajuntament de Manacor (1996-2000) i ha estat director del Teatre d'Artà (2000-2004) i del Teatre de Petra (2005-2007). Ha treballat amb directors com Joan Gomila, Pep Sanchis, Tomàs Aragay, Josep R. Cerdà, Pep Tosar, Rafel Duran, Màrius Hernàndez, Rafael Spregelburd i Oriol Broggi. El 1998 va fundar Produccions de Ferro. Habitual de la televisió autonòmica balear IB3, la seva obra més reconeguda és Acorar, amb la qual ha aconseguit, entre d'altres, el Premi Serra d'Or 2013.
Ha participat en els següents programes de televisió: El cor de la ciutat (2006), Laberint de passions (2007-2008), Llàgrima de sang (2009) i Això és mel (2013-2016)